# Clímax (música)
Un clímax (griego antiguo: κλῖμαξ, "escalera, peldaño"), en música, como punto donde se alcanza el mayor nivel de interés y respuesta emocional de un proceso, significa la repetición de una unidad de significado de forma intensificada. La mayor parte de las actividades artísticas tienen puntos clímax intercalados con áreas de tensión menor.
Se utiliza a menudo para amplificar pasajes de texto y es también un recurso estilístico muy poderoso en la música instrumental. El clímax puede construirse bien de manera individualizada o como combinación de diferentes medios, como incremento de la velocidad o del volumen de ejecución, incremento de la frecuencia de los puntos de ataque musicales o de otros indicios que preparan un clímax inminente, ya sea repentinamente o por su introducción gradual.
El clímax clásico ejecuta la intensificación en sentido ascendente. Se acostumbra a resolver la unidad de sentido en una cadencia. Sin embargo, un clímax también puede ser una acumulación de cadencias que aumentan progresivamente. En cualquier caso, se mantiene la misma estructura rítmica en la melodía. Una secuencia repetida con altura intensificada puede señalar que el clímax se aproxima, y usualmente se incrementa la intensidad de cada repetición del patrón de la secuencia.
En las composiciones clásicas, las composiciones empezaban despacio para ir aumentando gradualmente hasta alcanzar un clímax. Sin embargo, en los tiempos actuales, la mayoría de las composiciones musicales, para acomodarse a las nuevas formas tecnológicas de escuchar la música (streaming, por ejemplo), tienden a alcanzar el clímax muy rápido, lo que produce una gratificación musical casi instantánea y una fuerte reacción emocional. 
La cuestión de si el clímax debe considerarse realmente una progresión ha sido interpretada de forma diferente por diversos teóricos y, en ocasiones, equiparada a figuras retórico-musicales como la gradatio o la auxesis. Los teóricos Joachim Burmeister, Thuringus y Johannes Nucius entendieron el clímax más bien como una progresión gradual. Athanasius Kircher fue el primero en considerar el clímax como una intensificación, y los teóricos posteriores lo trataron como tal.

## Ejemplos
- Al principio de la obra de Heinrich Schütz, Herr, wenn ich nur dich habe de Musikalische Exequien, Opus 7, puede verse una formación de clímax de este tipo. Aquí, el comienzo del movimiento ("Herr, wenn ich nur dich ...") se secuencia e intensifica en la melodía hasta una cadencia resolutiva.
- En la obra Obertura 1812 de Piotr Ilich Chaikovski, la intensidad y punto culminante se alcanza con el sonido de los cañones.[2]